# Gheorghe Pardi
Gheorghe Pardi (n. 1 iulie 1929, Cluj, România) a fost un demnitar comunist român de origine maghiară. Gheorghe Pardi a fost membru de partid din 1957. Gheorghe Pardi a fost decorat cu Ordinul Muncii clasa a II-a. Gheorghe Pardi a fost inginer mecanic. 

## Studii
- Facultatea de Mecanică la Institutul Politehnic din Cluj (1955);
- Universitatea Politică și de Conducere (1963)